# Fehér Törvény
A Fehér Törvény magyar skinhead zenekar.

## Története
Magyarországon az 1980-as években nagyszámú skinhead-stílust képviselő együttes alakult. Az 1990-es évekre a jelenség országos szintűvé vált, 1995 tavaszán Borsod-Abaúj-Zemplén megyében megalakult a Fehér Törvény nevű együttes is, melynek tagjai már több, az indulás után feloszlott zenekarban is próbálkoztak.
Az együttes tagjai rendszeresen felléptek az akkor már ismert Archívum és Valhalla zenekarok koncertjein, így ismeretségük nagymértékben megnőtt.
1997-től folyamatos tagcserék következtek, melynek következtében a zenekar passzivitásba süllyedt. A tagok új zenekarokban próbálkoztak, melyek nem voltak sikeresek, így az együttes 2002-ben újjáalakult, és 2005-től folyamatosan koncertezve résztvevői a nemzeti oldali kultúrkörnek.

## Diszkográfia
- 1996: Mező-Skins (demo, MC)
- 2000: Mező-Skins (demo újrakiadás, MC)
- 2003: 100% magyar (válogatásalbum, CD)
- 2004: Brigade M/Fehér Törvény: Dutch-Hungarian Brotherhood (CD)
- 2004: More Hate 88 (válogatásalbum, CD)
- 2005: Tribute to Skrewdriver (válogatásalbum, CD)
- 2005: A vér kötelez (CD)
- 2005: Örökké közöttünk (válogatásalbum, CD)
- 2006: S4S vol. 3.: Live in Imola (Bologna) (válogatáslenmez, dupla DVD)
- 2006: Empire Falls/Fehér törvény: Lighting war (EP)
- 2006: 1956 Hősök vére (válogatásalbum, CD)
- 2007: Koncert DVD (válogatáslemez, DVD)
- Fehér törvény/Titkolt Ellenállás: Az első csapás (limitált, 88 db-os kiadású, kézzel sorszámozott CD)
- 2007: Sons of Europe Side by Side (koncertlemez, DVD)
- 2007: Way of Life vol. 2. (válogatáslemez, CD)
- 2007: Smashing rainbows (válogatáslemez, CD)
- 2008: Mezőkeresztes 2008. március 29. (koncert DVD)
- 2008: Sons of Europe Side by Side (koncertlemez újrakiadás, DVD)
- 2008: BHS Crew (válogatáslemez, CD)
- 2008: Downfall/Hatelordz/Fehér Törvény: NSHC MASSACRE vol. 1. (CD)
- 2009: "Bajban ismerszik meg az ember..." (válogatáslemez, CD)

## Külső hivatkozások
- Hivatalos honlap